# Obrium giesberti
Obrium giesberti es una especie de escarabajo longicornio del género Obrium, clasificada en la tribu Obriini, de la subfamilia Cerambycinae. Fue descrita por Hovore & Chemsak en 1980.
La especie mide 4-5,2 mm de longitud y el período de actividad en adultos se presenta en junio, julio y agosto. Se distribuye por México.